# (15157) 2000 FV39
A (15157) 2000 FV39 a Naprendszer kisbolygóövében található aszteroida. A LINEAR projekt keretében fedezték fel 2000. március 29-én.